# 1967 в аніме

## Релізи
| Українськаназва                       | Японська назва                                                          | Тип                      | Демографія        | Регіони                  |
| ------------------------------------- | ----------------------------------------------------------------------- | ------------------------ | ----------------- | ------------------------ |
| Пригоди короля мавп                   | 悟空の大冒険(Gokū no Daibōken)                                          | телефільм                | Сьонен            | Японія                   |
|                                       | 忍者武芸帳(Ніндзя Бугей-чоу)                                            | Фільм                    | Загальний         | Японія                   |
| Кіборг 009: Війни монстрів            | サイボーグゼロゼロナイン 怪獣戦争(Saibōgu Zero-Zero-Nain: Kaijū Sensō)  | Фільм                    | Сьонен            | Японія                   |
| Джек і відьма                         | 少年ジャックと魔法使い(Сьонен Джакку — Махоцукай)                       | Фільм                    | Сімейний, Дитячий | Японія                   |
| Піккарібі, Хлопчик грому              | かみなり坊やピッカリ★ビー(Камінарі Бой Піккарі★бджола)                  | Телефільм                | Шьонен            | Японія                   |
| Золотий кажан                         | 黄金バット(Ōgon Bat)                                                    | Телефільм                | Сьонен            | Японія, ЄС               |
| Перман                                | パーマン(Pāman)                                                         | Телефільм                | Сьонен, дитячий   | Японія                   |
| Speed Racer                           | マッハGoGoGo (Mahha GōGōGō)                                             | Телефільм                | Сьонен            | Японія, Північна Америка |
| Принцеса лицар                        | リボンの騎士(Рібон но Кіші)                                             | Телефільм                | Сьодзьо           | Японія                   |
| Пригода на острові Габотен            | 冒険ガボテン島(Bōken Gabotenjima)                                       | Телефільм                | Сьонен            | Японія, Корея            |
| Шоу Кінг Конга                        | キングコング００１⁄７親指トム(Kingu Kongu 001⁄7 Ояюбі Тому)             | Телефільм                | Сьонен            | Японія                   |
| П'юн П'юн Мару                        | ピュンピュン丸(Пюнпюнмару)                                              | Телефільм                | Сьонен            | Японія                   |
| Дон Кіхот                             | ドンキッコ(Донкікко)                                                    | Телефільм                | Сьонен            | Японія                   |
| Пригоди юного Шадара                  | 冒険少年シャダー(Bōken Shōnen Shadar)                                   | Телефільм                | Сьонен            | Японія, ЄС               |
| Маленький монстр Ядамон               | ちびっこ怪獣ヤダモン(Чібікко Кайджу Ядамон)                             | Телефільм                | Дитячий           | Японія                   |
| Скайерс 5                             | スカイヤーズ5 (Скайерс 5)                                               | Телефільм                | Сьонен            | Японія                   |
| Дружній чудовисько Газула             | おらぁグズラだど(Ораа Гузура Дадо)                                      | Телефільм                | Дитячий           | Японія                   |
| Гайді, дівчина з Альп: пілотна версія | アルプスの少女ハイジ パイロット版(Arupusu no Shōjo Haiji: Pairotto ban) | Телевізійна спецпрограма | Сьодзьо           | Японія                   |
| Кімната                               | 部屋(Гей)                                                               | Короткометражний фільм   | Загальний         | Японія                   |

## Народилися
- 11 березня — Моріо Асака, режисер, художник-розкадровщик, аніматор